# Partido Demócrata de Buenos Aires
El Partido Demócrata de la Provincia de Buenos Aires (anteriormente conocido como Partido Conservador, Unión Conservadora y Partido Demócrata Conservador) es la sección distrital del Partido Demócrata en la provincia de Buenos Aires que reivindica expresamente la filosofía conservadora.

## Origen
El origen del partido se remonta a la disolución del Partido Autonomista Nacional tras la crisis política que se vive en Argentina con la sanción de la Ley Sáenz Peña y la apertura democrática en dicho país. A lo largo de su historia, el partido ha cambiado de nombre en distintas ocasiones.

### Precursores
El uso del término «demócrata» en política partidaria argentina aparece por primera vez en el nombre de una lista interna ("Lista Demócrata") del PAN que encabezó Carlos Pellegrini en contra de Manuel Quintana.
Alrededor de 1902 en la provincia de Buenos Aires, Marcelino Ugarte encabeza junto a Bernardo de Irigoyen y otros notables la coalición "Partidos Unidos". Esta fuerza también incorporó entre sus filas a "bernardistas" y autonomistas, y se hizo con la gestión de la provincia ese mismo año al ser elegido Ugarte como gobernador. La alianza en principio buscó apoyo a su gobierno en Julio Argentino Roca y en su sucesor, Manuel Quintana. Sin embargo, tras las reformas que el presidente José Figueroa Alcorta realizó en busca de desarticular la maquinaria política roquista, el sucesor de Ugarte, Ignacio D. Irigoyen, decidió encolumnarse atrás de la figura del nuevo presidente, abandonando a Ugarte y provocando su retiro de la vida pública.
La salida de Ugarte de Partidos Unidos y el lugar desfavorable que se le dio en las listas oficiales a los candidatos ligados a él, provocó que en las elecciones de 1908 las dirigencias locales alteraran las listas en perjuicio de los candidatos oficiales y a favor los dirigentes comunales. Estos acontecimientos reflejarían el descredito que tuvo el gobierno sobre las dirigencias locales.

## El Partido Conservador
En respuesta a la insurrección gestada por los cuadros políticos del interior de la provincia, el gobernador Irigoyen encomendó encabezar una reorganización partidaria al exgobernador Máximo Paz, quien inició la construcción de un nuevo partido que prometía "agrupar a la inmensa mayoría de los hombres útiles, a los grandes industriales, en cuyo grupo caben los granaderos y los agricultores, a los miembros más caracterizados del comercio, a los hombres de fortuna y a los intelectuales". Con este manifiesto nació el partido Conservador de Buenos Aires el 31 de julio de 1908.
A comienzos de septiembre de 1908 se dio a conocer la Junta Provisoria del Partido, compuesta una mitad por destacados dirigentes políticos y otra por ciudadanos (la mayoría hacendados) de la provincia, entre ellos se encuentran: Manuel B. Gonnet, Ezequiel De la Serna, Eduardo Oliver, Facundo B. Quiroga, Liborio Luna, Vicente A. Martínez, Eduardo Arana, César Ceretti, Ángel Arce Peñalva, Alfredo Echagüe y Arturo Dibur por la primera mitad y Dalmiro Sáenz, Arturo Z. Paz, Santiago Luro, Héctor F. Cáceres, Nicolás Gándara, Atanasio Ceballos Ramos, Francisco Seguí, Carlos Arias, Gregorio Gallegos, Juan José Atencio y R. Videla Dorna.
Esta "renovación" sin embargo provocó una falta de compromiso en muchos de los integrantes, que veían el partido más como una forma de afianzar su poder en la sociedad rural. Esta falta de compromiso político generó la aparición de una oposición "provincialista" por parte de dirigentes locales a lo ancho de la provincia, que se oponía al "metropolitanismo", es decir, aquellos dirigentes políticos que estaban influenciados por la Capital Federal.
Cuando comenzó a discutirse la candidatura para las elecciones a Gobernador de 1909, Paz y otros terratenientes integrantes de la Junta Provisoria comenzaron a adoptar el discurso "provincialista" para justificar la designación de sus candidatos. Irigoyen y Atencio, entre otros, se separan del discurso de Paz y encabezan la designación de una lista donde reservaban la gobernación para sus allegados, dividiéndose el partido en dos posturas. Las estructuras medias (las comunas) mostraban una creciente resistencia a las nuevas autoridades y decidieron respaldar al gobernador Irigoyen. Ellas se sostenían en su poder distrital y no veían con buenos ojos la incorporación de terratenientes a sus listas. Finalmente, para las elecciones provinciales de 1909 se conformó una lista que recreaba el proyecto fundacional, donde la mitad de los candidatos fuero presentados como estancieros.
Producto de la división interna del partido se presentaron distintas candidaturas a gobernador, entre las que se encontraba la del propio Paz y la de Inocencio Airas, que era propulsada por el Gobernador Irigoyen y acordada con el Presidente de la Nación. El apoyo del gobierno nacional dio por triunfal a la fórmula de Arias, dejando a Máximo Paz políticamente debilitado.
Como consecuencia de la elección del nuevo gobernador, los opositores a Paz exigieron duplicar la cantidad de miembros de la junta provisoria, acabando con el último reducto de poder de Paz. Esta situación provocó su renuncia formal a mediados de junio de 1909. 
Con la renuncia de Paz, las dos partes pactaron un acuerdo donde se dispuso la conformación de una Junta Ejecutiva cuyos treinta miembros serían definidos en partes iguales por el gobernador saliente Irigoyen, Santiago Luro Pradère (representante de los "Pazistas") y el gobernador entrante Inocencio Arias, siendo Luro presidente provisional hasta la proclamación de las nuevas autoridades. A cambio de la aceptación de Arias como gobernador, el Coronel De La Serna (cercano al sector de Luro) sería vicegobernador. Finalmente, Lugo conservaría la presidencia de la Junta Ejecutiva y sería candidato a diputado nacional en 1910. El regreso del "metropolitanismo" como práctica del partido conservador llevó a los grupos de terratenientes rurales a crear una organización externa llamada "Defensa Rural" desde donde denunciaban la falta de compromiso del partido con este sector económico.

#### La Reforma Electoral y el regreso de Ugarte
La reforma electoral abrió las puertas a otros partidos como la Unión Cívica o el Partido Socialista (la Unión Cívica Radical mantuvo su abstención en la provincia en esta ocasión) a participar y, la relativa incertidumbre que provocaba el nuevo marco legal incitó a los conservadores a realizar un proselitismo con una intensidad muy elevada (ejemplo de ello son giros de propaganda, asados campestres o conferencias en las comunas). El ritual tradicional por excelencia en la provincia era la convocatoria a una asamblea de delegados para proclamar a los candidatos del partido. Por lo general, las candidaturas eran acordadas con anterioridad, por lo que el objetivo principal de la asamblea tenía por objetivo hacer “una demostración de fuerza” y proselitismo de campaña. 
Si bien los conservadores esperaban una elección tranquila y beneficiosa, muchos intentaron burlar las nuevas leyes a través de listas paralelas. Una de ellas era la de “Unión Nacional”, y ante el descubrimiento de estas actividades, el presidente Sáenz Peña obligó al gobernador Arias a desistir de tal maniobra; enviando este último una circular a todos los comités de distrito ordenando votar exclusivamente por la lista oficial. Esta acción se interpretó como una traición, por lo que miembros del partido como Rodolfo Moreno denunciaron al gobernador ante la justicia federal.
Estos conflictos ocasionaron un bajo desempeño en la contienda electoral por parte del oficialismo y provocaron una escisión formada por los candidatos de “Unión Nacional”, quienes buscaban desplazar a los candidatos de la unión cívica por el segundo lugar en las elecciones complementarias.  Este escenario fue aprovechado por Ugarte para regresar a la política de la mano de Unión Nacional y; como respuesta a la escisión, el gobernador Airas afianzó su compromiso con el presidente y trató de asegurar el triunfo de los cívicos en tales elecciones. Sumado a esto, los candidatos “provincialistas” se vieron triunfantes en la mayoría de los distritos, desacreditando a la facción del gobernador. Es así como, a mediados de 1912, el partido se encontraba nuevamente en una crisis interna.
En septiembre de 1912 muere el gobernador Arias y es reemplazado por De la Serna, quien se encontraba vinculado a la facción de Luro, el aun entonces presidente de partido. Luro intentó restaurar la jerarquía partidaria a través de una reunión de la Junta del partido, pero a esta solo concurrieron un núcleo reducido de sus allegados pues, ni la facción provincialista encabezada por Juan José Atencio ni la facción de la Unión Nacional (a la cual el exgobernador Irigoyen se sumó) concurrieron al evento. La mayoría de los dirigentes de nivel medio se inclinaban a una reestructuración del partido incentivada por Ugarte, desconociendo la autoridad de Luro. Es así como a fines ese mes el partido estaba dividido en dos Juntas Ejecutivas, una presidida por Luro y otra por Atencio.
Finalmente, a mediados de octubre ingresan al partido los dirigentes de la Unión Nacional (Marcelino Ugarte, Ignacio D. Irigoyen, Rodolfo Moreno, entre otros) quienes irían desplazando a Atencio de la presidencia paralela. Tras una asamblea de delegados se decidió suspender a Luro de la presidencia oficial y apoyar la candidatura de Ugarte como senador nacional.
El triunfo de Ugarte despertó el rechazo del gobernador De la Serna pero también afirmó la autoridad de los nuevos miembros de la Junta Ejecutiva. Una Junta provisional presidida por Ignacio D. Irigoyen nombró finalmente a Marcelino Ugarte como presidente del Partido Conservador, a Juan José Atencio como vicepresidente y a Arturo H. Massa como Secretario General. Los miembros “Luristas” de la junta renunciaron a sus cargos y en su reemplazo asumieron legisladores y caudillos municipales. Esta última facción buscó formar el “Partido Principista”, que intentaría posicionarse en bastiones del conurbano a través de la intervención del gobernador, quien los apoyaba. Sin embargo esta maniobra fue detenida por la Suprema Corte de Justicia provincial, quien falló a favor de las autoridades desplazadas. El fallecimiento del gobernador De la Serna a mediados de marzo de 1913 y la asunción de un hombre ligado a Ugarte, Eduardo Arana, terminaron por acabar con el “Principismo”, partido que llamó a la abstención electoral. Esta última acción hizo que muchos caudillos locales cercanos a este partido decidieran volver al partido conservador. El resto del partido principista se sumaría al Partido Demócrata Progresista o abandonaría la vida pública a inicios de 1914.
La reestructuración del partido llevada a cabo por Ugarte y su posterior candidatura a gobernador (tras la muerte del candidato propuesto por él, Ortiz de Rosas) auguraban el fin del intento de los provincialistas del partido por buscar apertura democrática. A su vez, un “Partido Provincial”, (no confundir con el Partido Provincial de Alberto Barceló que se fundaría años después) encabezado por Atencio y otros dirigentes, intentaría sin éxito competir contra el partido conservador enarbolando las banderas del “provincialismo”. Esta última escisión le daría a Ugarte el control total sobre el partido y lo impulsaría a una candidatura presidencial.

##### La transformación de la política partidaria
La apertura democrática que impulsó la ley Sáenz Peña cambió completamente el panorama electoral a nivel municipal. Con la obligatoriedad del voto, la captación de electores pasaba a constituir el objetivo central en la contienda, llevando a los caudillos distritales a tener que recorrer casa por casa en busca de votantes “apolíticos”. La caza de votantes impulsó un aumento de participación electoral en las elecciones nacionales y un aumento en la masa de votantes para todos los partidos. La nueva ley impulsó a los partidos a ensayar nuevas formas de proselitismo, como propaganda en aeroplanos o medios similares y la participación de manifestaciones o conferencias abiertas. En este apartado se especializaba el comité de la Juventud Demócrata desarrollado muchos de estos actos de manera autónoma.
La reforma electoral también tuvo como consecuencia una revalorización del poder de los agentes locales, pues desde entonces la producción de votos pasó a depender de ellos. Anteriormente a la ley, la práctica del fraude requería del apoyo del gobierno provincial, ya sea avalando o anulando comicios, dándole a este control sobre las dirigencias locales. Después de la reforma, el gobierno provincial pasó a necesitar de los agentes locales para movilizar a los votantes.
Este auge de los dirigentes locales abrió paso a la aparición de nuevas figuras como Alberto Barceló, quien concentraba el bastión electoral conservador del partido de Avellaneda, cuyo caudal electoral representaba un cuarto de los votos de la tercera sección electoral. Es así como Barceló es elegido presidente del comité de la tercera sección en 1915, cargo que hasta entonces siempre era ocupado por dirigentes Platenses. Barceló se presentaría como candidato a diputado nacional, hecho que incomodase a la cúpula provincial, con quien él negociaría de par a par por su caudal de votos.
No solo los dirigentes de gran peso como Barceló desafiarían el poder de la cúpula provincial, sino también ligas de caudillos menos poderosos se formarían para negociar con Ugarte cargos de nivel nacional o influencia en las estructuras partidarias.
El accionar autónomo de los caudillos en el interior de Buenos Aires (casos emblemáticos son los de Muñoz en Olavarría o los conservadores de Bahía Blanca y Mar Del Plata) causaron que el gobernador Ugarte interviniese esos distritos y, como revancha, los caudillos rebeldes actuaron en contra del partido en las elecciones nacionales (no afectadas por la intervención). Estos cambios en el equilibrio de poder entre la Junta Provincial y las comunas locales se manifestarían definitivamente cuando Ugarte perdiese el control de la provincia.

#### La intervención federal de 1917 y la reorganización del partido
La elección del nuevo presidente Hipólito Yrigoyen y el ingreso del radicalismo al gobierno tuvieron como una de sus primeras medidas la intervención de la provincia de Buenos Aires en 1917. Este hecho marcó el destino de muchos dirigentes locales que dependían del respaldo del ejecutivo provincial para mantener un caudal electoral. También obligó a la cúpula partidaria a mantener su ascendiente sobre los dirigentes locales de peso propio sin la capacidad que antaño tenía de disciplinarlos a través del poder del gobierno provincial o nacional. Es así como la intervención federal de 1917 despojó al partido Conservador de su principal mecanismo para mantener su centralización organizativa. 
Este impacto doble de la democratización y la intervención federal cambió el criterio para elegir a las autoridades partidarias. Aquella concepción de un partido donde los hacendados tenían representación fuerte había quedado en el pasado. Es entonces que, la junta provisoria encargada de la reestructuración del partido sería compuesta por los diputados nacionales, tres por sección, quienes eran o representaban a las dirigencias locales que aun tenían peso propio en sus distritos y se habían destacado por su desempeño electoral (Barceló de Avellaneda, Pablo Castro de Quilmes, Luis Güerci de Zárate, entre otros).
Finalmente, en una convención en Avellaneda, Ugarte presentó su renuncia como presidente del partido alegando que sus principales propuestas, véase centralizar el partido y lograr su candidatura presidencial, fueron altamente resistidas por el partido. Este hecho evidenció una puja de poder entre el círculo de dirigentes más antiguos, muchos de ellos vinculados a Ugarte y una generación de jóvenes que consideraban que era el momento de relevar a sus mayores. Rodolfo Moreno fue el representante de estos últimos y en la elección de nuevas autoridades de ese año fue designado presidente del Partido Conservador, con Ángel Pintos como vicepresidente primero y Rodolfo P. Sarrat como vicepresidente segundo. Con esta nueva dirigencia, se abrió paso de nuevo dentro del partido el provincialismo que había sido casi erradicado con la escisión de Atencio años atrás.

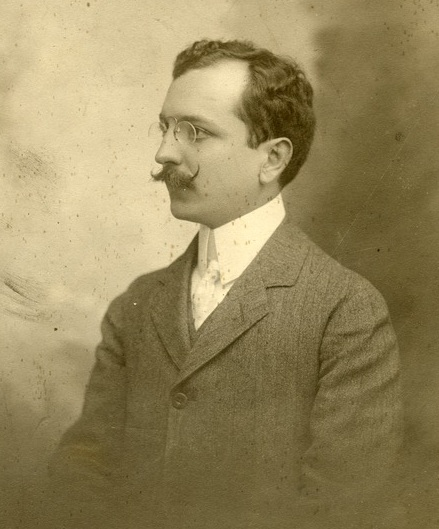
Rodolfo Moreno, reorganizador del Partido Conservador de Buenos Aires, cofundador del Partido Demócrata nacional en Buenos Aires e impulsor del Código Penal.

Rodolfo Moreno encabezó una renovación partidaria estableciendo un nuevo programa que atendía a problemas sociales de la época, pues su intención fue convertir a la agrupación en un partido moderno y orgánico. Sin embargo, a mediados de 1918 el sector “Ugartista” que aún estaba dentro del partido (y que ocupaba bancas en el Congreso Nacional) comenzó a incentivar una ruptura ante la grave derrota de los conservadores en las elecciones de ese año, derivando en una división entre “asambleístas” (quienes apoyaban a Moreno) y “anti-asambleístas” (el sector Ugartista). Esta división, reuniones de conciliación mediante, acabaría en julio de 1919 ya que muchos dirigentes locales lograron recuperar sus distritos y por lo tanto amasar un gran caudal electoral; lo que les permitió negociar con el sector ugartista una lista en las elecciones nacionales más equitativamente distribuida entre ambos sectores. En las elecciones de 1920, las listas estarían conformadas en partes iguales por dirigentes locales y “metropolitanos”, situación que se repetiría durante toda la década del ’20.
Esta reestructuración del partido conservador lo llevó a amasar cada vez un mayor caudal de votos, venciendo en algunos casos en elecciones limpias a los radicales. Sin embargo, el poder que habían adquirido las dirigencias locales los llevó en casos donde quedaban disconformes con la lista armada por el Comité Central a formar listas especiales que los representen efectivamente. Estas acciones tuvieron como punto cúlmine un acuerdo entre el gobernador José Luis Cantilo y Alberto Barceló, quien a cambio de que sus hombres apoyen en la legislatura provincial el proyecto de empréstito presentado por el ejecutivo, vería su distrito beneficiado con el plan de obras públicas de dicho proyecto. Este hecho dio paso a la creación del Partido Provincial conformado por Barceló y Felipe Castro, caudillo de Lomas de Zamora, con el cual ambos se aseguraban el ingreso de diputados provinciales propios que engrosen su bloque en la legislatura. Este partido fue la tercera fuerza en la provincia durante los gobiernos radicales y le restó un enorme caudal de votos al Partido Conservador.

#### La Concentración Nacional y la Coalición Nacional de las Derechas
Hasta 1922 y desde la disolución virtual del PAN en 1906, las fuerzas conservadoras de todo el país habían actuado de forma independiente y dispersa, sin lograr una unificación que les permitiese aspirar a formar un partido a nivel nacional. Se busca acabar esta situación con la formación de la “Concentración Nacional”, una agrupación de partidos que llevó a Norberto Piñero como candidato a presidente y al Cordobés Rafael Núñez como vicepresidente (este último moriría poco antes de la elección). Si bien la fórmula ganadora de ese año fue Marcelo T. de Alvear – Elpidio González, las fuerzas conservadoras habían iniciado un proceso de unificación que culminará en la fundación de un partido de orden nacional.
Es así que, con cercanías a la renovación presidencial, en 1927 los conservadores se reúnen en Córdoba para formar la "Confederación de Partidos de Derecha" que posteriormente adoptará el nombre de Coalición Nacional de las Derechas y decidirá apoyar la fórmula Radical Antipersonalista de Leopoldo Melo y Vicente Gallo. La unión de estas fuerzas sin embargo no fue suficiente e Yrigoyen ganaría de manera arrolladora en las elecciones de 1928 (838.583 votos a 414.026 contra los antipersonalistas).
La segunda presidencia de Yrigoyen se caracterizó por un Congreso inactivo y una crisis económica influenciada por el crac de la bolsa de Wall Street. Los diputados conservadores de Buenos Aires Rodolfo Moreno, Antonio Santamarina, Videla Dorna, Fresco y Amoedo lucharían fervientemente por la reactivación de las actividades en las Cámaras. Estos reclamos culminan en las elecciones de 1930, donde se sucedieron una serie de hechos que perturbaron la estabilidad y transparencia de las elecciones, como el tristemente célebre secuestro de titulares del Partido Demócrata de Córdoba por parte de los radicales intentando modificar el escrutinio o bien el tiroteo en Lincoln que resultó en la muerte del diputado Miguel Osorio, entre otras víctimas. La crisis económica y política tuvo su punto cúlmine en el golpe de Estado de 1930 y abrió paso al periodo conocido como Década Infame o Restauración Conservadora.
Sin embargo, cabe reconocer que poco antes de los hechos ocurridos el 6 de septiembre, un grupo de congresistas conservadores y socialistas independientes redactan el “Manifiesto de los 44”, al que posteriormente se sumarian legisladores antipersonalistas. Este manifiesto fue impulsado por el diputado Antonio Santamarina del Partido Conservador de Buenos Aires, y en él los firmantes se comprometían a coordinar su accionar en las cámaras, imponer la vuelta al sistema constitucional, divulgar en forma conjunta el conocimiento sobre lo que pasaba en el congreso y crear un clima de resistencia en los obreros. De este manifiesto surge la Federación Nacional Democrática que, ocurrido el golpe del 6 de septiembre, trabajaría intensamente en búsqueda de la convocatoria a elecciones, acción que los distanciaría del presidente Uriburu. Los conservadores de Buenos Aires, Rodolfo Moreno y Antonio Santamarina fueron los representantes del Partido Conservador en la federación.

#### El Golpe de 1930
Finalmente, José Félix Uriburu encabezó un golpe de Estado el 6 de septiembre de 1930. Esta acción fue repudiada por grupos de conservadores que en respuesta constituyeron la Federación Nacional Democrática el 27 de septiembre de ese mismo año. En ella se agruparon referentes de partidos liberales, conservadores y socialistas independientes, entre muchos otros. Los representantes por el Partido Conservador de Buenos Aires fueron Antonio Santamarina y Rodolfo Moreno. El 15 de diciembre, ante un llamado de los conservadores de Buenos Aires a crear un partido nacional a través de la federación, esta última se divide entre los que por un lado deciden integrar el nuevo partido, y quienes deciden mantenerse separados. Es así los partidos Demócrata de Córdoba y Mendoza, Liberal de San Luis y Conservador de Buenos Aires alentarían dar un paso más en la federación e iniciaron las gestiones para la restauración de una fuerza nacional que agrupe a los Conservadores. Nace el Partido Demócrata Nacional. El Partido Conservador de Buenos Aires adopta el nombre de Partido Demócrata Nacional De Buenos Aires y se integra como una fuerza más dentro del partido.

## El Partido Demócrata Nacional
El llamado de los conservadores bonaerenses el 20 de enero de 1931 a la conformación de un partido nacional termina por desintegrar la confederación para el 15 de abril. Se forma entonces una convención consultiva que se reúne en Buenos Aires el 31 de julio y que da como resultado el 1 de agosto la fundación del Partido Demócrata Nacional. El programa de este partido establece su adhesión al sistema democrático, tribunales especiales para validar los títulos de legisladores (acabando con un mecanismo de fraude electoral), la elección directa de los senadores nacionales, una reforma impositiva destinada a evitar la superposición de cargas tributarias entre Nación y Provincias, la disminución de impuestos que graven al trabajo y artículos de primera necesidad, leyes antidumping y una moneda sana, entre otras propuestas.
Son miembros fundadores del Partido Demócrata Nacional el partido Concentración Cívica de San Juan, el Partido Conservador de La Rioja, el Partido Demócrata de Tucumán, la Concentración Catamarqueña, el Partido Popular de Jujuy, el Partido Autonomista de Corrientes, el Partido Liberal de Corrientes, el Partido Liberal Pactista de Corrientes, el Partido Demócrata de Córdoba, la Unión Provincial de Salta, el Partido Liberal de Mendoza, el Partido Conservador de Santiago del Estero, la Concentración Cívica de Entre Ríos, el Partido Liberal de San Luis y el Partido Conservador de Buenos Aires.
El gobierno del general Uriburu finalmente accede al llamado a elecciones para el día 8 de noviembre y veta la candidatura de Marcelo T. de Alvear por no haber concurrido 6 años desde su último mandato. Los conservadores, los radicales antipersonalistas y socialistas independientes, cercanos al liberalismo, deciden respaldar la figura de Agustín Pedro Justo como presidente de la Nación y Julio Argentino Roca (h) como vicepresidente. Esta coalición de partidos se organizó bajo el nombre de la Concordancia. La fórmula se impuso ante los demo-progresistas y socialistas tradicionales en todas las provincias salvo Santa Fe y la Capital Federal, bastiones Demo progresista y Socialista respectivamente, quienes compitieron con Lisandro de la Torre y Nicolás Repetto.

#### La Concordancia
La coalición de gobierno de Justo adoptaría el nombre de la Concordancia y en la provincia de Buenos Aires llevaría como candidato a Federico Martínez de Hoz que ganaría bajo sospechas de fraude electoral. Su administración se caracterizó por una austeridad política basada principalmente en la administración municipal. Entre las primeras medidas de su mandato estuvo la modificación del régimen municipal de la provincia, aunque su visión del mismo mantenía una postura muy conservadora, considerando que la administración municipal debía prevalecer sobre la acción política. Los escándalos por la asignación de obras públicas que favorecían a su estancia, sumado a diferencias políticas con la junta directiva provincial respecto al fraude electoral lo llevaron a un juicio político por malversación de fondos públicos. En su reemplazo asumió Raúl Díaz hasta completar el mandato.

#### El Gobierno de Manuel Fresco

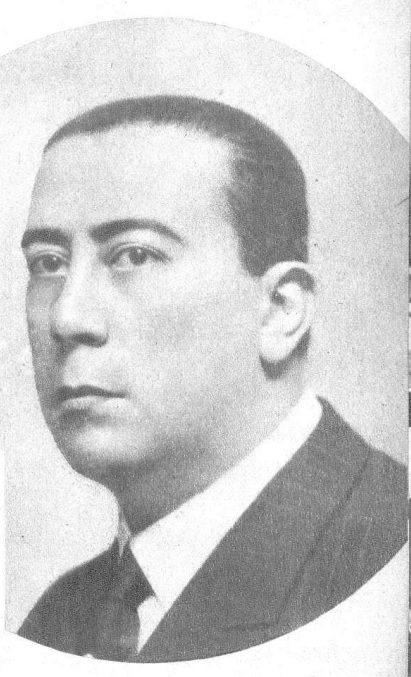
Manuel Fresco, Gobernador de la provincia de Buenos Aires entre 1936 y 1940 por el Partido Demócrata Nacional.

En las elecciones de 1935, con el regreso de la Unión Cívica Radical a la contienda electoral, el aparato político del Partido Demócrata Nacional de Buenos Aires ante la posibilidad de perder las elecciones decide realizar fraude electoral de manera tan fehaciente que incluso muchos referentes del conservadorismo criticarían años más tarde el accionar de Manuel Fresco, quien se posicionaría como candidato a Gobernador de la provincia de Buenos Aires en 1936 y ganaría dichas elecciones.
El gobierno de Fresco fue controvertido en tanto que si bien reflejaba éxitos en la gestión económica y política, su aplicación del fraude electoral fue bochornosa a niveles de referirse a tal como "fraude patriótico".
Durante su gestión se pavimentaron caminos provinciales, hospitales, salas de primeros auxilios, mataderos, se iniciaron planes de vivienda popular, se adquirieron extensiones de tierra para colonizar y entregar a agricultores, se dictó el estatuto del peón protegiendo a los trabajadores rurales de abusos de los patrones y, se extendieron las redes de agua corriente. En estas épocas se construye la rambla Bristol, el hotel provincial, el casino y los balnearios de playa grande en Mar del Plata, así como se pavimenta la ruta 2 que enlaza la ciudad de Buenos Aires con dicha ciudad. En 1937 por ley provincial se crea el Instituto Autárquico de Colonización y la Bolsa de Productos del Delta. También por estas Fechas se establecen los tribunales de menores y la ley del sábado inglés.
Sin embargo, el fraude electoral dañó la capacidad competitiva que el Partido Demócrata había granado en la provincia de Buenos Aires años atrás, durante los gobiernos radicales. El desprestigio de esta política significó la pérdida de popularidad del partido que se evidenció tras el golpe de 1943.

#### La Intervención de Ortiz y el gobierno de Castillo
La incapacidad de ponerse de acuerdo que tuvieron los conservadores a nivel nacional, unos apoyando a Miguel Ángel Cárcano y otros a Robustiano Patrón Costas, provocaron que la candidatura a presidente fuese ocupada por un radical antipersonalista, Roberto Marcelino Ortiz. Las dos facciones del PDN finalmente decidieron proponer a Ramón S. Castillo como vicepresidente.
Con la asunción de Ortiz y su promesa de acabar con el fraude electoral, la provincia de Buenos Aires es intervenida y el Gobernador electo, Alberto Barceló, es depuesto; siendo reemplazado por un interventor federal. Barceló se hubo entrevistado con el presidente antes de realizar su candidatura, preguntando si esta no incomodaba al presidente, quien no solo lo apoyó sino que en la proclamación de su candidatura lo saluda y expresa haciendo venia del apoyo “provincial de buenos Aires” haciendo alusión al partido que Barceló había encabezado años atrás. Barceló ganó las internas a Santamarina, quien tenía mayor peso electoral a nivel nacional.
Es en estas fechas que ocurre el “Escándalo de las tierras del Palomar”, donde se ve involucrado el ministro de Guerra de Ortiz, el general Carlos D. Márquez. El presidente del PDN, Gilberto Suárez Lago, promueve la investigación sin dudar de que en el proceso serían implicados muchos miembros de su partido. Este escándalo deteriora la imagen del gobierno y es otra de las causas que concluyeron en el golpe de 1943.
Con la muerte de Ortiz, el vicepresidente Ramón S. Castillo asume debilitado y decide apoyarse en los sectores nacionalistas del gobierno y las fuerzas armadas manteniendo la neutralidad durante la Segunda Guerra Mundial.
Castillo llama a elecciones en la provincia de Buenos Aires, y en 1942 asume Rodolfo Moreno, quien emprende una gestión centralizada en la obra pública y la pureza comicial. Sin embargo, su intento de ser candidato a presidente en 1943 lo confrontó con el presidente Castillo y lo llevó a renunciar a su cargo poco tiempo después, intentando evitar una posible intervención federal en la provincia. En su reemplazo asume Edgardo J. Míguez.

#### El golpe de Estado de 1943
La impopularidad del presidente Castillo, los rumores acerca de que el futuro presidente, Robustiano Patrón Costas, declararía efectivamente la guerra al eje, y el intento de radicales, socialistas y demo progresistas en encolumnarse atrás de candidatura del ministro de guerra Pedro Pablo Ramírez, y su consecuente pedido de renuncia por parte del presidente acabaron por detonar la revolución del 43 encabezada por el mismo Ramírez.
Posteriormente al golpe, los partidos políticos se disuelven mediante el decreto nacional 18409/43, y las fuerzas conservadoras se dividen entre figuras más liberales que se oponen al gobierno, como Rodolfo Moreno o Antonio Santamarina y figuras más nacionalistas, como Manuel Fresco, que deciden colaborar con el régimen. Algunos otros deciden huir al exilio, tal es el caso de Rodolfo Moreno, quien desde Uruguay acusa al nuevo gobierno de Nazi-Fascista. Esta situación de acefalia institucional hace que miles de afiliados en la provincia de Buenos Aires envíen sus renuncias y los sectores medios (caudillos locales) se encuentren a la expectativa.
El comité del partido se reúne en una sesión el 19 de julio de 1945 donde se decide nombrar a una junta reorganizadora presidida por Laureano Landaburu para finalmente el 16 de enero de 1946 renovar el Comité Nacional (que sería presidido por este último). En esta misma fecha el comité nacional se reúne en la provincia de Buenos Aires para decidir si concurrirá con candidatos propios a los comicios entrantes. Un sector liderado por Solano Lima pretende nominar a un binomio presidencial propio, otro sector liderado por Antonio Santamarina y José Aguirre Cámara incitan a apoyar a la Unión Democrática. Finalmente, tras un acalorado debate, se decide dar curso libre de acción a todos los distritos. En la provincia de Buenos Aires se llevará listas de electores sin proclamar fórmula. Muchos miembros de la dirigencia de segunda línea, por su histórico anti-radicalismo, terminarían engrosando las filas del peronismo y algunos de ellos formarían el Partido Independiente al servicio de Perón. Tales fueron las escisiones dentro del partido que este tendría un rendimiento muy pobre en las elecciones de 1946 conservando solo el 6,2% de los sufragios. Sin embargo, en otras provincias el partido demócrata presentaría mayor resistencia, venciendo en algunos comicios de Córdoba, Mendoza y San Luis o la alianza Autonomista liberal en corrientes.

### El Partido Demócrata y el Gobierno de Perón
El triunfo de Perón en las elecciones llevó al Partido Demócrata Nacional a realizar una conferencia partidaria donde tras analizar la situación se decidió nombrar a una nueva junta reorganizadora integrada por un delegado por distrito. El comité nacional delegó sus funciones en esta comisión. Es en estas fechas que por disposición del gobierno los partidos políticos ya no pueden usar la expresión nacional en su nombre, por lo que a partir de 1946 el partido pasaría a denominarse “Demócrata”. Es también en esta época que se adquiere la casona de Rodríguez Peña 525, la que será hasta el día de hoy sede del Partido Demócrata y hogar simbólico de los conservadores argentinos. El reorganizado Partido Demócrata decide concurrir con candidatos propios a las elecciones legislativas de 1948. En la provincia de Buenos Aires obtienen apenas 32.351 votos producto de la polarización peronismo – anti peronismo.
La comisión reorganizadora da por concluida su reorganización el 28 de junio de 1948 nombrando un nuevo Comité Nacional con Reynaldo Pastor como presidente. El 15 de octubre del mismo año, el comité proclama la abstención a los comicios de convencionales constituyentes de 1948 denunciando en un manifiesto la falta de libertad de expresión y la incapacidad de acceder a los medios masivos de comunicación.

Ante las agraves derrotas electorales, la convención nacional presidida por Rodolfo Martínez en Córdoba el 30 de marzo de 1951 se reunió en un congreso histórico hasta el 1 de abril del mismo año, donde se redactó un programa que serviría a los conservadores de basamento ideológico hasta terminado el siglo XX. El mismo en su declaración de principios dice lo siguiente:
"El Partido Demócrata, continuador de la corriente histórica que organizó jurídicamente la Nación, le dio fisonomía propia e impulsó su progreso, llamado a fijar los principios orientadores de su acción cívica, declara:
Que su ideario político se nutre en los principios del sistema republicano, democrático de gobierno. Es una fuerza liberal y progresista que aspira a acelerar la evolución del país, pero cree que ningún avance social puede consolidarse y ser fecundo sino se apoya en el reconocimiento de la obra del pasado. Que su filosofía política coloca por encima de todos los valores a la dignidad de la persona humana. Cree que el hombre es un fin en sí mismo y no un medio al servicio de la colectividad, y menos aún del Estado, frente a los cuales tiene derechos individuales y sociales que no pueden serle desconocidos. Por eso la defensa de la libertad es el primer motivo de la acción del Partido.
Que no hay progreso sino es dentro de un orden social libre, que garantice ampliamente la igualdad de oportunidades y esté organizado sobre las bases de Justicia y Legalidad -agrega más adelante-. “Las ideas de Justicia y Libertad son inseparables de una sana organización social, sin violencia, sin miseria y sin privilegios. El trabajo es un factor esencial de la producción como el capital, y la ley debe reconocerles esa jerarquía, asegurando el justo trato de uno y otro. Que el Estado, como organización jurídica de la sociedad, está a su servicio y no puede tener intereses encontrados con los de ella. Su excesivo desarrollo es contrario al ejercicio de los derechos de los ciudadanos. Su intervención en la economía es indicada cuando tienda a promover el bienestar social, órgano de la justicia o en resguardo de intereses generales, pero es nociva cuando supera estos límites. La intervención del Estado debe conjugarse con la libertad individual y con la competencia creadora del progreso.
Que la educación popular y la iniciativa privada constituyen los dos motores fundamentales del progreso colectivo” - sigue luego-. “La vigencia de la seguridad y el orden, una moneda sana y la existencia de auténtica autoridad por parte de los llamados a ejercerla son presupuestos básicos del desenvolvimiento positivo del cuerpo social. La organización de la sociedad deberá ir siendo progresivamente más justa, y ha de tender al favorecimiento de la movilidad social y la continua mejora de la calidad de vida de todos sus integrantes.
Que la sociedad no podrá perfeccionarse ni la Nación alcanzar su plenitud sin la estricta observancia de los principios de la ética y de la moral cristiana exigible igual tanto a gobernadores como a gobernados. Por ello también la acción política en todos sus aspectos debe ser siempre ejercida con el lenguaje de la verdad. Que la familia y el derecho de propiedad individual son bases de nuestra organización social. La primera debe ser amparada por la legislación; el segundo debe ser mantenido y definido como inherente a la personalidad humana, sin que ello implique admitir su ejercicio contrario al interés de la colectividad. Que la efectiva división, equilibrio y coordinación de los poderes del Estado es la esencia del régimen republicano y es garantía indispensable de la libertad individual. Que la existencia de minorías políticas, respetadas en el libre ejercicio de sus derechos, es el elemento sustancial de la democracia.

Que afirma la necesidad de dar fiel cumplimiento a los tratados, como forma de observar el precepto constitucional de afianzar las relaciones de paz y comercio con las potencias extranjeras; proclama el respeto al derecho de libre autodeterminación de los pueblos, sostiene la necesidad de la efectiva integración territorial argentina y del fortalecimiento de los vínculos de solidaridad con los países de América."
Tras la reelección de Reynaldo Pastor en su provincia, es ratificado para un segundo mandato como presidente del partido a nivel nacional el 30 de junio de 1951. El 1 de septiembre la convención lleva la fórmula Pastor – Solano Lima a las elecciones presidenciales. Durante la campaña, el general Menéndez intenta derrocar al gobierno y en consecuencia centenares de opositores son encarcelados. Estas acciones llevan al diputado Reynaldo Pastor a renunciar a su cargo el 23 de diciembre de ese año.
El 10 de marzo de 1952 Pastor informa al Comité Nacional los términos de su entrevista con el presidente Perón, quien ganó las elecciones de ese año. Este hecho generaun enorme malestar en el partido que deriva en la renuncia de Pastor como presidente al igual que los integrantes de la mesa directiva. Finalmente el 15 de abril se ordena una nueva junta reorganizadora presidida por Adolfo Vicchi con Conrado Etchebarne como vicepresidente.
El 16 de abril de 1953 es asaltada e incendiada la sede del partido Demócrata en la capital federal, junto la sede de otros partidos como el Socialista por grupos organizados de tendencia peronista. En consecuencia el 24 de ese mismo mes el comité nacional ordena la renuncia de sus dirigentes en todas las bancas legislativas provinciales y exige la pacificación del país.
Desde la Cárcel, Federico Pinedo envía una carta al ministerio del interior señalando que el gobierno y la oposición deben dar pasos en conjunto para lograr la pacificación del país. El cordobés José Aguirre Cámara se opone fervientemente a esto y encabeza la tendencia Abstencionista dentro del partido El partido se divide entre Abstencionistas y Concurrencistas ante las elecciones a vicepresidente tras la muerte de Hortensio Quijano, algunos distritos levantan la candidatura del conservador bonaerense Benito De Miguel. Felipe Yofre toma la presidencia del partido junto a los distritos Concurrencistas. El clima político tanto interno como externo no mejora y la situación no parece cambiar hasta los hechos ocurridos el 16 de septiembre de 1955.

#### La Revolución Libertadora y la separación del Partido Demócrata bonaerense
Una Junta Reorganizadora Nacional designada por un acta el 17 de julio de 1955 intenta re unificar al Partido Demócrata. La preside Rodolfo Corominas Segura y se extiende su reorganización hasta el 31 de mayo de 1956. El 28 de octubre el gobierno convoca una junta consultiva nacional conformada por los integrantes de todos los partidos políticos. El Partido Demócrata designa a Rodolfo Corominas Segura, José Aguirre Cámara, Reynaldo Pastor y Adolfo Mugica. El debate entre "concurrencistas" y abstencionistas se intensificó cuando Solano Lima fue ganando terreno entre los primeros y ex conservadores de la provincia de Buenos Aires que en 1945 migraron al peronismo, prometiendo amnistía, tregua y pacificación. Sin embargo tras arduos debates a nivel nacional se impuso el sector abstencionista.

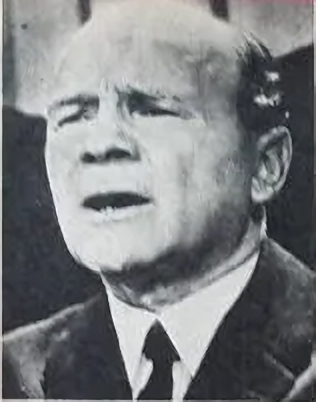
Vicente Solano Lima, ex vicepresidente de la Nación Argentina, fundador del Partido Conservador Popular, escisión del Partido Demócrata de la provincia de Buenos Aires.

Poco después, el 17 de julio de 1956, Rodolfo Corominas Segura renuncia tras declaraciones de Solano Lima propiciando una amnistía para el peronismo. Finalmente asume la presidencia Rebaudi Basavilbaso e interviene la provincia de Buenos Aires provocando la ruptura de Solano Lima con el partido y fundando este último el Partido Conservador Popular. En este año el Partido Demócrata se desintegra en sus antiguos partidos fundadores, reapareciendo el Partido Demócrata Liberal de San Luis al mando de Pastor y la Unión Provincial de Salta. En la provincia de Buenos Aires, alrededor de junio de 1957 se escinde del Partido Demócrata un nuevo Partido Conservador con Emilio J. Hardoy a la cabeza.
En la convencional constituyente de 1957 los conservadores alcanzan a ser la tercera fuerza, pero fragmentados buscan formar un bloque “de Centro” en el parlamento. Emilio J. Hardoy asume como convencional constituyente por el Partido Conservador de Buenos Aires y Pablo González Bergez por el Partido Demócrata de Buenos Aires. Durante las elecciones presidenciales del 23 de febrero de 1958 los conservadores concurren con tres listas diferentes: la del Partido Demócrata encabezada por Héctor González Iramain, la de los conservadores con Reynaldo Pastor y la facción del partido Conservador Popular de Solano Lima. En tales elecciones triunfa Arturo Frondizi con el apoyo del peronismo.

## La Unión Conservadora

### Federación de Partidos de Centro
Posteriormente al triunfo de Frondizi, los conservadores inician gestiones de unificación. El 8 de noviembre de 1958 las fuerzas conservadoras del país se reúnen en un “Congreso de partidos de centro” que adopta la forma federativa para garantizar la autonomía de los partidos provinciales y su programa se basa en el de 1951. El 18 de mayo de 1959 el Partido Demócrata y el Partido Conservador de Buenos Aires deciden formar parte de la Federación Nacional de Partidos de Centro, y fusionarse bajo el nombre "Unión Conservadora de Buenos Aires", cuyo primer presidente fue Pablo González Berguez.

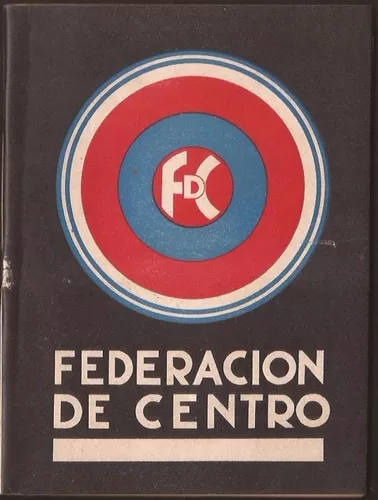
Programa electoral de la Federación Nacional de Partidos de Centro

El primer comité nacional de la Federación Nacional de Partidos de Centro estuvo presidido por Julio Cueto Rúa, y tuvo a Emilio Olmos (dirigente demócrata cordobés) y Emilio Hardoy como vicepresidentes. La federación toma un carácter crítico con el gobierno de Frondizi, centralizándose en el cumplimiento de políticas económicas que reduzcan la participación del estado en la actividad económica, "desburocratizar", suprimir la inflación y denuncian la falta de implementación de muchos anuncios de reducción del sector público que no se concretan. Simbólico es el caso del debate televisado entre Cueto Rúa y el ministro Álvaro Alsogaray en 1960.
El modelo de federación cosecha éxitos para las elecciones nacionales de 1960 donde en provincia de Buenos Aires se duplica el caudal de votos en relación con la elección anterior. En otras provincias como Mendoza y Corrientes los conservadores triunfan por diferencia.
El 12 de diciembre de ese mismo año, se renueva la mesa directiva del comité nacional, eligiendo a Adolfo Vicchi como presidente y a Ernesto Meabe y Arturo Uanini como vicepresidentes. Y en 1961 la federación, ahora con más peso en las cámaras, se opone a un proyecto de “Ley de Defensa de la Democracia” pues señala al comunismo como un “sistema de negación de la libertad”, pero señala escepticismo ante medidas de tipo penal o policial y afirma que “la ley es una amenaza para las libertades esenciales de los ciudadanos”.
Finalmente, tras la reaparición del peronismo en los comicios de 1962 bajo distintas insignias como Unión Popular y su éxito en algunos distritos, el presidente Frondizi es derrocado por las fuerzas armadas y el presidente del senado, José M. Guido asume la primera magistratura.

#### Los conservadores durante los gobiernos de Guido e Illia
En las elecciones nacionales de 1963 aparece entre los conservadores la figura de Pedro E. Aramburu. La Unión Conservadora de Buenos Aires se divide entre quienes quieren que la federación lo apoye (encabezados por Julio Cueto Rúa) y quienes creen que debe abandonarse la costumbre de apoyar a extra-partidarios y debe comenzar a enfocarse en candidatos propios (encabezados por Emilio Hardoy y Pablo González Bergez). Horacio Thedy del PDP obstaculiza las gestiones con Aramburu pues creía que la adhesión de la federación restaría popularidad a UDELPA. 
En la provincia de Buenos Aires, la Unión Conservadora tendría elecciones internas con dos listas presentándose para definir los candidatos a gobernador y vicegobernador, y diputados nacionales. La primera era la conformada por el sector denominado "Afirmación Conservadora" que postulaba el binomio conformado por Emilio J. Hardoy y Juan Carlos Musso para gobernador y vicegobernador, y a Pablo González Bergez para encabezar la lista de diputados nacionales. La otra lista era la de "Unidad Conservadora" que sostenía la fórmula Omar Lima Quintana y Enrique Pinedo para candidatos a gobernador y vicegobernador, con Eduardo Paz como candidato a primer diputado nacional, dicha lista incorporaba a hombres del Partido Conservador Popular en sus filas. 
Finalmente, la Federación concurre con candidatos propios: Emilio Olmos y Emilio Jofre. La fórmula triunfa en San Luis, Corrientes y Mendoza; y es segunda en la rioja y Córdoba.
Con el colegio electoral tan dividido, los conservadores dudaban de presentar sus electores a la fórmula radical del pueblo Illia – Perette. Finalmente deciden aceptar sin negociaciones de ninguna índole y explican tal decisión en un comunicado onde afirman que “los comicios realizados son el primer paso en el largo camino que todavía hay que recorrer para afianzar las instituciones y lograr formas superiores de convivencia política y social”
La postura de la Federación fue imitada por los otros espacios, pudiendo consagrar al binomio radical del pueblo en la primera magistratura. Poco tiempo después, el sector de Cueto Rúa plantea una crisis dentro de la Unión Conservadora que da como resultado la fundación del PRAR que no tiene gran trascendencia. Durante el gobierno de Illia la federación sostiene su carácter opositor y aumenta su caudal de votos.  
El gobierno de Illia se deteriora por falta de respaldo, mientras los reclamos gremiales, las presiones militares y la falta de apertura al resto de partidos políticos de oposición propiciaron las condiciones para el golpe de Estado del 28 de julio de 1966.

#### La Revolución Libertadora y el Tercer Peronismo
La Federación de Partidos de Centro, que pocos días antes había ganado los comicios en Mendoza, repudió abiertamente el golpe de Estado. Sin embargo, el Dr. Emilio Hardoy entre otros miembros de la Unión Conservadora adhirieron al programa económico del nuevo régimen, pero criticaron el desprecio hacia el sistema republicano del dictador Onganía. La incapacidad de tomar una postura firme ante el nuevo gobierno causó la disolución de la federación. Durante estos años y hasta finalizado el proceso militar, los conservadores no participaron de actos políticos de gran trascendencia como la “Hora del Pueblo” y desaparecieron de la actividad política, dando paso a una renovación generacional.
El gobierno de facto del General Onganía hacia 1970 se tornó insostenible y, tras las subsiguientes sucesiones presidenciales de Roberto M. Levingston y Alejandro Lanusse, se convocó a elecciones presidenciales en 1973. En Buenos Aires, Emilio Hardoy y Cueto Rúa aceptaron la propuesta del general Aramburu y Álvaro Alsogaray para constituir Nueva Fuerza en 1972, que incorporaría a la Juventud de la Unión Conservadora, abandonando al partido Unión Conservadora. Sin embargo, poco después Cueto Rúa abandonaría también tal espacio ante el personalismo de Alsogaray.
La Unión Conservadora de Buenos Aires, atravesando su peor momento, decide reorganizarse atrás de la figura de Francisco Manrique y figuras locales como Carlos Acevedo (La Plata), Francisco Falabella (Chivilcoy) y Carlos Romero (Dolores), quienes obtendrían representación en el Congreso Nacional dentro del bloque Alianza Popular Federalista en las elecciones del 11 de marzo de 1973 y fueron los últimos diputados nacionales de este partido hasta 2022, con la asunción de Victoria Villarruel. A su vez, tras la crisis del Partido Demócrata de Buenos Aires en 1956, muchos sectores militantes conservadores municipales habían decidido formar partidos locales o vecinalistas que, para 1973 eran ya alrededor de 40 agrupaciones, muchas de ellas con éxito a nivel local.
En las elecciones de septiembre de 1973, la Unión Conservadora renovó su respaldo a la candidatura de Manrique formando parte de la Alianza Popular Federalista (APF). En estas elecciones fue reelecto Juan D. Perón para un tercer mandato. A partir de 1974 iniciaron las gestiones de acercamiento entre los partidos conservadores a nivel nacional. La Unión Conservadora firmó en este año un acuerdo de acción política común con el Partido Demócrata de la Capital (sucesor del partido Demócrata Conservador). Al año siguiente, dirigentes de ambos partidos (Roberto Azaretto y Carlos Ure por la Capital y el diputado Carlos Acevedo por la provincia de Buenos Aires) junto a Héctor Sánchez Iturbe de Jujuy recorrieron el país tratando de restablecer vínculos. Comenzó a formarse la Confederación Republicana, que se vio truncada por el golpe del 24 de marzo de 1976.

#### El Proceso de Reorganización Nacional
Las fuerzas conservadoras respaldaron la acción del gobierno contra la subversión, pero fueron críticos de su gestión económica ya sea denunciando el deterioro de las economías regionales como también exigiendo un combate efectivo contra la inflación. Es así que en julio de 1976 se realizó en Buenos Aires una reunión efectuada por el gobierno de facto, convocando a todos los partidos políticos. A esta reunión asistieron federales, socialistas democráticos, demo progresistas, demo cristianos, fufepistas y demócratas en búsqueda de llegar a un común acuerdo. La reunión no prosperó por las intenciones del gobierno de crear un partido de carácter oficialista.
En 1981, asumió Roberto Viola con poca legitimidad y al poco tiempo fue sucedido por el dictador Leopoldo Galtieri, conocido por la ocupación de las islas Malvinas el 2 de abril de 1982. La derrota en la guerra de Malvinas lo obliga a renunciar a la presidencia y el sucesor, Reynaldo Bignone, llamó a elecciones para celebrarse el 30 de octubre de 1983, restaurando el orden democrático.

## Actualidad
Ante el regreso al orden constitucional en Argentina, durante las elecciones nacionales de 1983, la Unión Conservadora participó de la Alianza Federal en la provincia de Buenos Aires apoyando nuevamente a Francisco Manrique. 
Durante la década de 1980 la UC formó parte de la Concentración Demócrata, una confederación de partidos distritales liberales - conservadores, la mayoria escisiones o representaciones provinciales del extinto Partido Demócrata Nacional, como el Partido Demócrata de Córdoba o el Partido Demócrata de Mendoza.
En 1987 la Unión Conservadora formó una alianza con la Union del Centro Democrático, el Partido Demócrata Progresista y la Unión Cristiana Democrática para concurrir a las elecciones legislativas de medio término. Esta alianza sería la base para la conformación de la Alianza de Centro en 1989. La formula presidencial para las elecciones de 1989 fue Alsogaray - Natale y se posición como tercera fuerza, por debajo del PJ y la UCR.

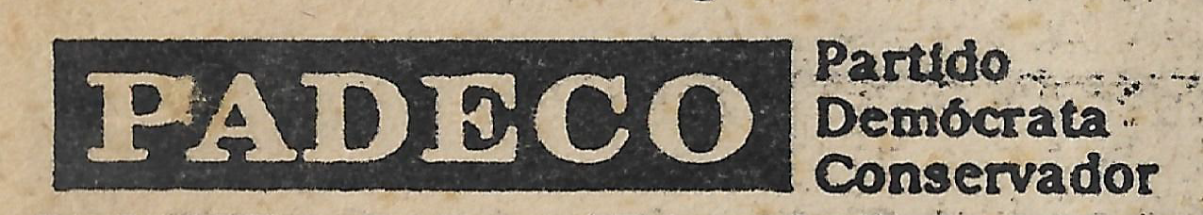
Logo del Partido Demócrata Conservador

El 22 de febrero de 1991 las fuerzas conservadoras de la provincia de Buenos Aires, entonces dispersas, decidieron unificarse. La Unión Conservadora, el Partido Conservador Autonomista (PCA) y el Partido Conservador Principista cofundaron el Partido Demócrata Conservador de la provincia de Buenos Aires (PADECO), eligiendo como primer presidente a Juan Erriest y apoderado a Adolfo González Chaves. 
Durante la década de 1990 el PADECO realizó alianzas con el Movimiento de Integración y Desarrollo (MID) y el Partido Nacionalista Constitucional UNIR. EN 1991 formó parte del Frente Independiente y en 1993, de la Alianza Bonaerense para el Crecimiento (A.B.C.) junto al MID. Ante las elecciones de convencionales constituyentes de 1994 el partido constituyó la "Alianza por el No" en rechazo a la reforma y al "Pacto de Olivos".
En el año 2000, sucediendo a Sofía Laferrère de Pinedo (1998-2000), asume la presidencia Juan Carlos De Marco, quien realizó una reestructuración de la carta orgánica del partido. Desde entonces, el partido participó en distintos frentes electorales de centro derecha. En las elecciones provinciales de 2007 participó de la Alianza Sociedad Justa, en las de 2009 en el frente Es Posible y en las de 2011 en la Alianza Frente Popular.
El 10 de marzo de 2012 el PADECO formó parte de la Confederación Demócrata Federal, experimento donde participaron también el Partido Demócrata de la Capital Federal, el Partido Demócrata de Córdoba, el Partido Demócrata de Mendoza, el partido Demócrata Federal de Santa Fe y el Partido Demócrata Liberal de San Luis. En las elecciones provinciales de 2013 el PADECO participó en la Alianza Unidos por la Libertad y el Trabajo y en las elecciones de 2015 y 2017 participó en la alianza Cambiemos Buenos Aires sin candidatos propios.
El 24 de junio de 2016 el partido cambia su nombre oficialmente a Partido Demócrata de Buenos Aires, en sintonía con la restauración del Partido Demócrata a nivel nacional y tras acuerdos con los partidos de la Confederación Demócrata Federal y otros partidos afines, se consiguió la personería jurídica a nivel nacional. El 23 de octubre de 2020, tras 20 años de gobierno ininterrumpido, muere el presidente en funciones, Juan Carlos De Marco, asumiendo la presidencia del partido el vicepresidente 1.º Juan José Antonini.También, en una desafortunada coincidencia fallece el secretario general, Víctor Vago. El estado del partido y la acefalia consecuente llevaron al Partido Demócrata de orden nacional a intervenir la provincia de Buenos Aires, eligiendo a Carlos Onteiro como Interventor partidario, quien además sería responsable durante las elecciones de 2021. En julio de 2021 el partido decide formar parte del frente Avanza Libertad junto al Partido Autonomista Bonaerense, la UCEDE y el partido Dignidad Popular, llevando al economista José Luis Espert como 1° precandidato a Diputado Nacional por la provincia de Buenos Aires en las elecciones PASO del mismo año. Espert es electo para el cargo y la lomense Constanza Moragues es electa diputada provincial por la tercera sección electoral, logrando así que el partido tuviese representantes en el congreso bonaerense después de más de 20 años.
En abril de 2022 el Partido Demócrata confirmó su apoyo a la candidatura de Javier Milei para las elecciones presidenciales de 2023, integrando la coalición La Libertad Avanza y brindándole un partido de personería nacional que lo habilite a presentarse. En julio de 2022, Victoria Villarruel es electa presidenta del Partido Demócrata de Buenos Aires, finalizando la intervención iniciada por Onteiro y normalizando las instituciones partidarias. El Interventor Carlos "Charly" Onteiro fue electo vicepresidente. 
En las elecciones de 2023 el Partido Demócrata apoyó la candidatura de Carolina Píparo a gobernadora de la provincia de Buenos Aires dentro del frente La Libertad Avanza y propuso a Guillermo Montenegro, mano derecha de Victoria Villarruel y secretario general del partido, como candidato a Diputado Nacional por la provincia de Buenos Aires. Este último fue electo para el periodo 2023-2027 junto a diputados nacionales del partido demócrata en otras provincias, quienes forman parte del bloque La Libertad Avanza en el Congreso Nacional en la actualidad.

## Gobernadores de Buenos Aires por el Partido Conservador (1908 - 1917)
| Retrato | Gobernador                 | Inicio                   | Fin                      | Notas                                                                             | Vicegobernador         |
| ------- | -------------------------- | ------------------------ | ------------------------ | --------------------------------------------------------------------------------- | ---------------------- |
|         | Ignacio Darío Irigoyen     | 1 de mayo de 1906        | 1 de mayo de 1910        | Durante su mandato se fundó el Partido Conservador, del cual él formó parte.      | Faustino M. Lezica     |
|         | José Inocencio Arias       | 1 de mayo de 1910        | 12 de septiembre de 1912 | Murió en el cargo.                                                                | Ezequiel de la Serna   |
|         | Ezequiel de la Serna       | 12 de septiembre de 1912 | 15 de marzo de 1913      | Vicegobernador. Asumió por ley de acefalia. Murió en el cargo.                    | Vacante                |
|         | Eduardo Arana              | 15 de marzo de 1913      | 2 de julio de 1913       | Presidente del Senado Bonaerense.Asumió por ley de acefalía.                      | Vacante                |
|         | Juan Manuel Ortiz de Rosas | 2 de julio de 1913       | 1 de septiembre de 1913  | Electo para terminar el mandato inconcluso de José I. Arias. Murió en el cargo.   | Luis García            |
|         | Luis García                | 1 de septiembre de 1913  | 1 de mayo de 1914        | Vicegobernador. Asumió por ley de acefalía. Completó el mandato de José I. Arias. | Vacante                |
|         | Marcelino Ugarte           | 1 de mayo de 1914        | 24 de abril de 1917      | No concluyó su mandato por intervención federal del presidente Yrigoyen           | Vicente Peralta Alvear |

## Gobernadores de Buenos Aires por el Partido Demócrata Nacional (1930 - 1946)
| Retrato | Gobernador               | Inicio                      | Fin                         | Elección | Notas | Vicegobernador    |
| ------- | ------------------------ | --------------------------- | --------------------------- | -------- | --- | ----------------- |
|         | Manuel Ramón Alvarado    | 12 de mayo de 1931          | 2 de octubre de 1931        | —        | Interventor federal de facto. (Golpe de Estado de 1930)                                                                          | Vacante           |
|         | Federico Martínez de Hoz | 18 de febrero de 1932       | 15 de marzo de 1935         | Nov.1931 | Renunció. | Raúl Díaz         |
|         | Raúl Díaz                | 15 de marzo de 1935         | 20 de enero de 1936         | Nov.1931 | Vicegobernador, asumió por ley de acefalia.                                                                                      | Vacante           |
|         | Edgardo J. Míguez        | 20 de enero de 1936         | 29 de enero de 1936         | —        | Presidente del Senado de Buenos Aires. Asume la presidencia de forma interina.                                                   | Vacante           |
|         | Raúl Díaz                | 29 de enero de 1936         | 18 de febrero de 1936       |          | Termina su mandato luego de la breve presidencia interina de Edgardo J. Míguez.                                                  | Vacante           |
|         | Manuel Fresco            | 18 de febrero de 1936       | 7 de marzo de 1940          | 1935     | | Aurelio Amoedo    |
|         | Alberto Barceló          | Electo, elecciones anuladas | Electo, elecciones anuladas | 1940     | | Edgardo J. Míguez |
|         | Rodolfo Moreno           | 7 de enero de 1942          | 13 de abril de 1943         | 1941     | Renunció. | Edgardo J. Míguez |
|         | Edgardo J. Míguez        | 13 de abril de 1943         | 12 de junio de 1943         | 1941     | Vicegobernador, asumió el cargo por ley de acefalia. No concluye su mandato por intervención federal del Golpe de Estado de 1943 | Vacante           |

## Representantes en la actualidad

### Congreso Nacional

#### Cámara de Senadores
| Senado de la Nación | Senado de la Nación     | Senado de la Nación             | Senado de la Nación |
| Vicepresidente      | Vicepresidente          | Distrito                        | Mandato             |
| ------------------- | ----------------------- | ------------------------------- | ------------------- |
|                     | Victoria Villarruel VCP | Argentina Presidente del Senado | 2023-2027           |

## Resumen Electoral

### Gobernador de la Provincia de Buenos Aires
|  | 89,55 % |

|  | 42,72 % |

|  | 48.11 % |

|  | 47,59 % |

|  | 41.71 % |

|  | 55.05 % |

|  | 56.79 % |

|  | 47.71 % |

|  | 56.4 % |

|  | 5.62 % |

|  | 4.55 % |

|  | 3.83 % |

|  | 2.45 % |

|  | 4.09 % |

|  | 2.9 % |

|  | 5.91 % |

|  | 39.82 % |

|  | 38.28 % |

|  | 24.57 % |